# Embassament de Tous
L'embassament de Tous, també conegut com el Pantà de Tous és un embassament del riu Xúquer situat entre les comarques valencianes de la Canal de Navarrés i la Ribera Alta, concretament entre els municipis de Millars i Tous. L'embassament arreplega les aigües del riu Xúquer i del seu tributari l'Escalona, amb una capacitat màxima de 378,6 Hm³.

## La Pantanada de Tous
Vegeu: «Pantanada de Tous»
El de Tous és un embassament conegut pel tràgic succés que va ocórrer el 20 d'octubre de 1982 quan una descomunal crescuda del Xúquer va rebentar l'antiga presa del pantà, aleshores d'una capacitat de 80 Hm³. Les seues característiques, amb comportes i sense sobreeixidors, impediren l'evacuació de les aigües i provocaren la consegüent destrucció. Eixe trencament alliberà un cabal de 16.000 m³/s (a Alzira) que provocà l'arrasament dels pobles que se situaven aigües avall, sobretot els de la Ribera Alta.

## La nova presa
L'embassament actual es va acabar de construir en 1994 i compta amb una capacitat molt major que l'anterior. Entre els objectius de la presa es troba l'aprofitament hidroelèctric, la prevenció d'inundacions i el reg; les seues aigües assortixen el Canal Xúquer-Túria. Hi està permesa la navegació recreativa i la pesca.
Una muntanya pròxima a l'embassament és també tràgicament recordada per ser el lloc on, l'any 1993, es van trobar els cossos de les tres jóvens brutalment torturades i assassinades en relació al conegut com a Crim d'Alcàsser.